# Dahnbach
Der Dahnbach ist ein gut 2 km langer Bach im Gebiet des Stadtteils Unterrot der Kleinstadt Gaildorf im baden-württembergischen Landkreis Schwäbisch Hall, der aus dem Ostnordosten kommend und von rechts in den mittleren Kocher mündet, gleich nachdem er den Weiler Münster durchlaufen hat.

## Geographie

### Verlauf
Der Dahnbach entsteht am westlichen Rücken der Limpurger Berge, der sich zwischen den Tälern von Kocher im Westen und dessen gegenläufigen Zufluss Eisbach im Osten von Winzenweiler nach Sulzbach am Kocher erstreckt, im Nordteil des Waldgewanns Ladstatt nahe an einem Wegstern des zentralen Höhenwegs. Etwa hundert Meter westlich der dort stehenden Forsthütte entspringt er auf etwa 477 m ü. NHN am Beginn seiner sich schnell eintiefenden und ausweitenden, westsüdwestwärts laufenden Waldklinge zwischen dem linken, zum Sturz bei Münster auslaufenden Bergsporn mit dem Höhengewann Tännich und dem rechts kürzer begleitenden Höhengewann Krämersreute. Schon nach weniger als 200 Metern quert die Talschlinge eines am oberen Hang laufenden, gut ausgebauten Forstwegs das Bett des Bachs, der unterhalb dann das Waldgewann Reute durchzieht.
Etwa 1,0 km nach der Quelle verlässt dieser auf etwa 364,2 m ü. NHN am unteren Hangfuß den Wald. Dort mündet, zuletzt von Norden aus der Wanne zulaufend, ein zweiter Quellast von rund 0,8 km oder etwas mehr an Länge, der mit etwa 0,4 km² nicht viel weniger an Teileinzugsgebiet beiträgt als der Dahnbach selbst mit etwa 0,5 km² bis zu diesem rechten Quellast und der etwa 0,8 km nordwestlich des Dahnbach-Ursprungs am genannten Hangweg nahe an einer alten Sandgrube entsteht. Dieser rechte Oberlauf durchläuft zunächst südwestlich eine steil eingeschnittene Klinge, ehe er in der Wanne auf Südlauf dreht und flacher das Gewann Gurgel unter dem Sporn Kirchberg im Westen passiert.
Am Zulauf wechselt der Dahnbach nur kurz in einer baumreichen Wiesenlandschaft auf südlichen Kurs, biegt beim Sturz nach rechts auf westlichen und erreicht den Ortsrand des Gaildorfer Weilers Münster, den er durchquert, teils verdolt unter einem Straßenzug. Am Westrand des Ortes mündet der Dahnbach dann auf etwa 324 m ü. NHN nahe einem alten Gewölbekeller von rechts unter dem Uferweg hindurch in den mittleren Kocher.
Der Dahnbach endet seinen etwa 2,2 km langen Weg etwa 154 Höhenmeter unterhalb seines Ursprungs, er hat damit ein Sohlgefälle von rund 69 ‰.

### Einzugsgebiet
Der Dahnbach entwässert etwa 1,4 km² am Westabfall der Limpurger Berge, die naturräumlich gesehen überwiegend zum genauso genannten Unterraum, mit dem kleineren mündungsnahen Teil aber zum Unterraum Gaildorfer Becken der Schwäbisch-Fränkischen Waldberge zählen. Seine mit etwa 511,3 m ü. NHN größte Höhe erreicht das Einzugsgebiet an seiner Nordspitze auf der Hochebene in der Krämersreute.
Von dort an bis etwas nach der Forsthütte, in dessen Nähe der Bach entspringt, folgt die nordöstliche Wasserscheide gegen den oberen Eisbach und seine kurzen rechten Zuflüsse ungefähr dem zentralen Waldweg auf dem westlichen Höhenrücken der Limpurger Berge. Die dort ansetzende südöstliche Grenze auf dem Sporn des Tännichs bis zum Sturz hinab und anschließend die südliche weiter bis zu Mündung grenzt ab vom Einzugsgebiet des Argersbachs, des nächsthöheren rechten Kocher-Zuflusses. Hinter der westnordwestlichen von der Mündung den Sporn des Münsterer Kirchbergs hinauf bis zurück in die Krämersreute entwässert der Hagersbach, der nächstuntere rechte Zufluss des Kochers, welcher also den Abfluss auch aller Konkurrenten reihum abführt. 
Der höchste Punkt in der Krämersreute liegt auf einer Kuppe aus Oberen Bunten Mergeln (Mainhardt-Formation), überall sonst auf der Hochebene steht Kieselsandstein (Hassberge-Formation) an. Am Hangabfall und in den lehmigen Klingen folgen dann die Unteren Bunten Mergel (Steigerwald-Formation) und zuletzt ein schmaler, morphologisch kaum erkennbarer Streifen von Schilfsandstein (Stuttgart-Formation). Die tiefste geologische Schicht ist der Gipskeuper (Grabfeld-Formation), der schon vor der Vereinigung der Quellbäche einsetzt und in dem der Bach mündet. Das ganze Gebiet liegt also im Mittelkeuper. Etwa der Linie der Oberlaufklinge des rechten Quellbachs folgend wird eine Störungslinie vermutet mit der Tiefscholle im Südosten.
Hochebene und Hangabfall sind fast völlig bewaldet, in der Wiesenlandschaft darunter gibt es zahlreiche Hochstamm-Obstbäume. Der einzige Siedlungsplatz im Gebiet ist der Weiler Münster an der Mündung, der wie das ganze Gebiet zum Stadtteil Unterrot gehört.

## Bachnatur und Schutzgebiete
Der Hauptast des Dahnbachs hat in seinem Abschnitt am Oberhang eine steile Klinge eingerissen, in der er schnell über Blöcke hinwegfließt. Am Unterhang verändert er sich zu einem Mäanderbach, der in ein bis zwei Meter breitem Bett zwischen flachen und steilen Ufern pendelt.
Die Klinge des zweiten Astes zeigt zuoberst eine scharfe Kante mit teils überhängenden, bemoosten Felsen. Der dort nur halbmeterbreite Bach führt nicht dauerhaft Wasser. Im südlich laufenden Abschnitt danach zeigt auch er natürliche Mäander und ist halbmetertief eingesenkt, seiner Mündung zu läuft er dann grabenartig neben einer Erlengalerie am Waldrand.
Am gemeinsamen Unterlauf in seiner Wiesenlandschaft finden sich abwechselnd kleine Sand- und Kiesbänke im etwa anderthalb Meter breitem, bis zu zwei Meter eingetieftem Bett, das von einer Galerie aus Erlen, Eschen und Weiden begleitet wird. Diese weitet sich an einer Stelle noch vor dem Wechsel auf Westlauf linksseits zu einem Feldgehölz auf quellreicher Böschung. 
Das gesamte Gebiet liegt im Naturpark Schwäbisch-Fränkischer Wald, sein Offenlandanteil bis zum Ortsrand Münsters herab und darüber einem kleinen Hangwaldanteil zum Landschaftsschutzgebiet Kochertal mit angrenzenden Höhenzügen.

### LUBW
Amtliche Online-Gewässerkarte mit passendem Ausschnitt und den hier benutzten Layern: Lauf und Einzugsgebiet des Dahnbachs

Allgemeiner Einstieg ohne Voreinstellungen und Layer: Daten- und Kartendienst der Landesanstalt für Umwelt Baden-Württemberg (LUBW) (Hinweise)
1. 1 2  Höhe nach dem Höhenlinienbild auf dem Hintergrundlayer Topographische Karte.
2. ↑  Länge nach dem Layer Gewässernetz (AWGN).
3. 1 2 3  Einzugsgebiet abgemessen auf dem Hintergrundlayer Topographische Karte.
4. 1 2  Länge abgemessen auf dem Hintergrundlayer Topographische Karte.
5. 1 2  Höhe nach schwarzer Beschriftung auf dem Hintergrundlayer Topographische Karte.
6. ↑  Bachnatur teils nach den Beschreibungen des Layers Biotop, Schutzgebiete  nach den einschlägigen Layern.

### Andere Belege
1. ↑  Wolf-Dieter Sick: Geographische Landesaufnahme: Die naturräumlichen Einheiten auf Blatt 162 Rothenburg o. d. Tauber. Bundesanstalt für Landeskunde, Bad Godesberg 1962. → Online-Karte (PDF; 4,7 MB)
2. ↑  Geologie nach der unter → Literatur aufgeführten geologischen Karte. Einen gröberen Überblick verschafft auch: Mapserver des Landesamtes für Geologie, Rohstoffe und Bergbau (LGRB) (Hinweise)